# Джордж Мілн
Джордж Мілн, 1-й барон Мілн (англ. George Milne, 1st Baron Milne; 5 листопада 1866, Абердин — 23 березня 1948, Лондон) — британський воєначальник, фельдмаршал Британської армії (1928). Учасник придушення повстання Махді, Другої англо-бурської та Першої світової війн. У роки Великої війни командував дивізією на Західному фронті, згодом корпусом та армією на Балканському театрі воєнних дій, а також усіма британськими військами на Салоніцькому фронті. У міжвоєнний час продовжив службу в лавах британської армії. З 1926 до 1933 року був начальником Імперського Генерального штабу; на цій посаді значною мірою сприяв механізації британської армії. 1933 року пішов у відставку.

## Біографія
Військова кар'єра
- 16 вересня 1885 — другий лейтенант
- ? — лейтенант
- 4 липня 1895 — капітан
- 1 листопада 1900 — майор
- 22 серпня 1902 — підполковник
- 1 листопада 1905 — полковник
- 1 жовтня 1913 — бригадний генерал
- 23 лютого 1915 — майор-генерал
- 1 січня 1917 — лейтенант-генерал
- 26 квітня 1920 — генерал
- 30 січня 1928 — фельдмаршал

Джордж Френсіс Мілн Народився 5 листопада 1866 року в сім'ї Джорджа Мілна та Вільяміни Мілн (уродженої Пантон). Освіту отримав у школі МакМіллана в Абердині та Королівській військовій академії у Вуліджі. 16 вересня 1885 року розпочав офіцерську службу в полку Королівської артилерії. Спочатку служив в артилерійській батареї в Трімулгеррі в Індії, в 1889 році — в батареї в Олдершоті, а в 1891 році повернувся до Британської Індії на батарею в Міруті.

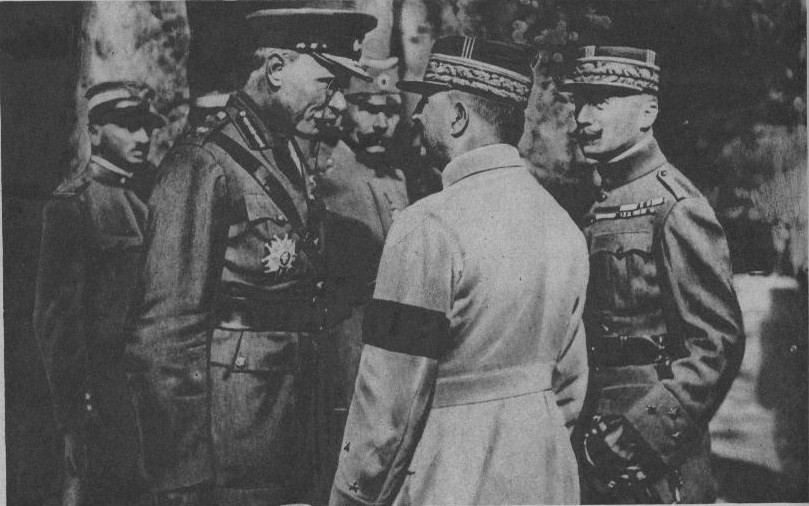
Британський генерал Мілн поруч з французькими генералами Луї Франше д'Еспере і Поль Проспер Анрі. Салоніцький фронт. 1917

4 липня 1895 року підвищений у капітани, продовжив службу в артилерійському підрозділі гарнізону на Мальті. Потім Мілн став командиром батареї в Хілсі, а у 1897 році поступив на навчання до Штабного коледжу у Камберлі. Під час здобуття освіти він став другом свого однокласника Вільяма Робертсона, майбутнього фельдмаршала.
У 1898 році Джордж Мілн брав участь у Нільській експедиції, залучався до бойових дій під Омдурманом, де своєю батареєю завдав прямого ураження могилі Махді. Пізніше брав участь у Другій англо-бурській війні в Південній Африці, де 18 лютого 1900 року був призначений заступником помічника генерал-ад'ютанта. 2 квітня 1901 року відзначений у наказі і нагороджений орденом «За відмінні заслуги». Після закінчення війни в червні 1902 року Мілн отримав 22 серпня 1902 року повне звання підполковника і повернувся до Сполученого Королівства.
26 січня 1903 року він був призначений заступником помічника генерал-квартирмейстера в розвідувальному відділі штаб-квартири Імперського Генерального штабу. У квітні 1908 року став офіцером Генерального штабу штаб-квартири Північної Мідлендської дивізії (формування територіальних військ). У 1909 році продовжив службу у генеральному штабі 6-ї дивізії в Корку. 1 жовтня 1913 року, отримавши нагороду на честь дня народження короля, став бригадним генералом королівської артилерії 4-ї дивізії у Вулвічі.

### Перша світова війна
На початку Першої світової війни в липні 1914 року Мілн командував дивізійною артилерією 4-ї дивізії, яка стала частиною Британських експедиційних сил (BEF) у Франції. Він воював на Марні та Ені. У січні 1915 року став начальником генерального штабу III корпусу. 23 лютого 1915 року отримав звання генерал-майора; був згаданий у наказі за заслуги під час Другої битви при Іпрі.
У липні 1915 року Джорджа Мілна призначили командиром 27-ї дивізії.
У січні 1916 року Мілн був призначений командиром XVI корпусу у Салоніках з наказом протистояти наступу Болгарії на Салоніцькому фронті. 9 травня 1916 року генерал Мілн змінив Браяна Махона на посаді командувача британської Салоніцької армії, і з цього часу він став головнокомандувачем усіх британських військ, що діяли у Македонії. Ще 3 червня 1916 року Робертсон, тепер начальник Імперського генерального штабу, наказав Мілну не брати участі в будь-яких наступальних діях на болгар.
За час перебування в посаді командувача Мілн, маючи незначне угруповання та доволі обмежені ресурси провів численні наступальні дії на підтримку своїх французьких і сербських союзників. Його наступ на озеро Дойран навесні 1917 року коштував 5000 убитих і важко поранених, чверть усіх британських втрат під час усієї Салоніцької кампанії. Ще одна британська атака в долині Струми була більш успішною. Незважаючи на те, що у вересні 1918 року Мілн був знову відбитий біля озера Дойран, французькі та сербські частини успішно перемогли болгарську армію в битві біля Добро-Поле, яка відбулася того ж місяця. Тоді Болгарія підписала перемир'я й вийшла з війни.

### Міжвоєнний час
У вересні 1918 року Мілн був визначений Імперським генеральним штабом відповідальним за військове управління великою територією навколо Чорного моря в період значного безладу, що утворився в регіоні після Російської революції та початку війни за незалежність Туреччини. Невеликі британські сили двічі займали Баку на Каспійському морі, тоді як ціла британська дивізія зайняла Батум на Чорному морі, контролюючи відступ Німеччини та Туреччини. Британські (включаючи індійські та деякі арабські) війська перебували в Персії (частково для захисту нафтових родовищ в Абадані), а значне угруповання британських військ також було розгорнуте в Месопотамії та Сирії.
Наприкінці серпня 1919 року британці вийшли з Баку (невелика кількість британського флоту також була виведена з Каспійського моря), залишивши в Батумі лише 3 батальйони. Після того, як 19 травня 1920 року більшовицькі війська взяли в полон британський гарнізон в Ензелі (на перському узбережжі Каспійського моря), на початку червня 1920 року Ллойд Джордж нарешті погодився на повене виведення британського контингенту з території колишньої Російської імперії. Фінансові скорочення змусили британців вийти з Персії навесні 1920 року.
У березні 1920 року Джордж Мілн прибув у Константинополь і взяв на себе управління містом, яке руйнувалося.
26 квітня 1920 року йому присвоєне звання повного генерала. 1 червня 1923 року очолив Східне командування. 31 липня 1923 року Джордж Мілн був призначений ад'ютантом короля, а 19 лютого 1926 року став начальником Імперського генерального штабу. Перебуваючи на цій посаді, він підтримав публікацію дослідження «Механізовані та бронетанкові формування» (опубліковане в 1929 році) і загалом сприяв механізації британських сухопутних сил, хоча під час його перебування на посаді начальника Генштабу було досягнуто обмеженого практичного прогресу. 30 січня 1928 року Мілн отримав звання фельдмаршала. в 1933 році вийшов у відставку. 26 січня 1933 року йому присвоєний почесний титул барона Мілн, Салоніцького та Рубіслава.